# Wawern, Bitburg-Prüm
Wawern là một đô thị ở huyện Bitburg-Prüm, trong bang Rheinland-Pfalz, phía tây nước Đức. Đô thị Wawern, Bitburg-Prüm có diện tích 7,64 km², dân số thời điểm ngày 31 tháng 12 năm 2006 là 296 người.